# جيمس كارلتون
جيمس كارلتون (بالإنجليزية: James Carlton)‏ هو مدرس أسترالي، ولد في 10 فبراير 1909 في ليزمور في أستراليا، وتوفي في 4 أبريل 1951 في Hornsby, New South Wales ‏ في أستراليا بسبب ربو.

## وصلات خارجية
- جيمس كارلتون على موقع النتائج التاريخية لألعاب القوى الأسترالية (الإنجليزية)
- جيمس كارلتون على موقع أوليمبيديا (الإنجليزية)
- جيمس كارلتون على موقع اللجنة الأولمبية الأسترالية (الإنجليزية)